# Râul Cândești
Râul Cândești este un curs de apă, afluent al râului Dragova. 